# David Browne
David Browne (19 de mayo de 1960) es un periodista estadounidense y autor de biografías musicales. Fue uno de los editores en la revista Music & Sound Output, además de crítico musical en Entertainment Weekly entre 1990 y 2006, y anteriormente en el Daily News de Nueva York.
Ha escrito para muchas publicaciones, entre ellas the New York Times, Rolling Stone, Spin, New Republic y Blender. También es autor de los libros, Dream Brother: The Lives and Music of Jeff and Tim Buckley (2001), una biografía dual padre/hijo de los músicos Jeff Buckley y Tim Buckley, Amped: How Big Air, Big Dollars and a New Generation Took Sports to the Extreme (2004), y Goodbye 20th Century: A Biography of Sonic Youth, publicado en 2008 por Da Capo.